# Pierre Tresso
 (mai 2016).
Si vous disposez d'ouvrages ou d'articles de référence ou si vous connaissez des sites web de qualité traitant du thème abordé ici, merci de compléter l'article en donnant les références utiles à sa vérifiabilité et en les liant à la section « Notes et références ».
Pietro Tresso (en français Pierre Tresso), dit Blasco, né le 30 janvier 1893 à Schio dans la province de Vicence en Vénétie et mort assassiné le 27 octobre 1943 dans le sud de la France, est un homme politique italien, qui fut l'un des fondateurs du Parti communiste italien (avec Antonio Gramsci et Amadeo Bordiga), avant d'en être exclu pour trotskisme.

## Biographie
Militant du PS italien, puis dirigeant du PCI, d'abord lié à Bordiga puis à Gramsci, Pietro Tresso, victime du stalinisme, fut en 1930 l'un des trois exclus qui donnèrent naissance à la « Nouvelle Opposition italienne », qui rejoignit l'Opposition de gauche.
Réfugié en France, il milite au sein du Parti ouvrier internationaliste et devient rapidement l'un des membres du secrétariat international trotskiste. 
Le 1er juin 1942, Blasco est arrêté par une brigade spéciale de Vichy. Avec plusieurs de ses camarades, il est condamné aux travaux forcés et est incarcéré successivement dans plusieurs prisons. Dans la nuit du 1er octobre 1943, il fait partie du groupe de 79 prisonniers qui s’évadent de la prison du Puy-en-Velay, pour rejoindre le maquis FTP Wodli, dans les forêts du pays d’Yssingeaux. Il est assassiné avec trois camarades trotskistes (Abram Sadek, Maurice Sieglmann alias « Pierre Salini » et Jean Reboul) le 27 octobre 1943 par des membres du maquis, que l'on soupçonne d'avoir agi sur ordre de Staline.